# 巴里 (佛蒙特州)
44°11′41″N 72°30′23″W / 44.19464°N 72.5065°W
巴里　（Barre, Vermont）是美國佛蒙特州華盛頓縣的一個城市，位於州府蒙彼利埃東南，周圍大部份為同名的鎮所圍繞。面積10.4平方公里。2000年人口9,291人，是該州第四大城市、第十大城鎮。